# Liste d'ouvrages sur l'Amérique précolombienne classés par thème
Cet article contient une liste des ouvrages de référence sur l'Amérique précolombienne classés par thème.

Voir aussi :
- la liste des ouvrages par auteur ;
- la liste de romans sur l'Amérique précolombienne classés par auteur ;
- la liste de romans sur l'Amérique précolombienne classés par titres.

- Haut – A
- B
- C
- D
- E
- F
- G
- H
- I
- J
- K
- L
- M
- N
- O
- P
- Q
- R
- S
- T
- U
- V
- W
- X
- Y
- Z

Nota beneLes titres de paragraphes servent d'ancres, dans la page de chaque thème, dans la sous-section Bibliographie. 
Attention : N'oubliez pas d'insérer le modèle {{Article détaillé| Ouvrages sur l'Amérique précolombienne classés par thème#Nom du thème}} dans la sous-section Bibliographie de l'article après l'importation des informations bibliographiques dans cette liste.
Note techniqueUtiliser le modèle {{Ouvrage| titre=| éditeur=| année=| isbn=}} pour compléter cette liste du plus ancien au plus récent.

## A

### Aztèques

#### Ouvrages généraux
- Christian Duverger, L'origine des Aztèques, Paris, Seuil, coll. « Points Histoire », 2003, 432 p. (ISBN 2-02-059075-1).
- Christian Duverger, La Fleur létale, économie du sacrifice chez les Aztèques, Paris, Seuil, coll. « Recherches anthropologiques », 1979, 249 p. (ISBN 2-02-005169-9).
- Serge Gruzinski, Le Destin brisé de l'Empire aztèque, Paris, Gallimard, coll. « Découvertes Gallimard / Histoire » (no 33), 1988, 192 p. (ISBN 2-07-053050-7).
- Paul Hosotte, L'Empire aztèque, impérialisme militaire et terrorisme d'État, Paris, Economica, 2001, 332 p. (ISBN 2-7178-4194-6).
- Eduardo Matos Moctezuma (dir.) et Felipe Solis Olguin (dir.), Aztèques, Paris, Citadelles & Mazenod, 2003, 424 p. (ISBN 2-85088-201-1).
- Laurette Séjourné, La Pensée des anciens Mexicains, Paris, Maspero, 1966 (réimpr. 1982).
- Mireille Simoni, Encyclopædia Universalis, vol. 3, Paris, Encyclopædia Universalis, 2002 (ISBN 2-85229-550-4), « Aztèques ».
- (en) Michael Ernest Smith, The Aztecs, Wiley-Blackwell, 2003, 367 p. (ISBN 0-631-23016-5, lire en ligne).
- (en) Michael Ernest Smith, « The Aztlan Migrations of Nahuatl Chronicles: Myth or History? », Ethnohistory, nos 31-3,‎ 1984, p. 153-186. (lire en ligne)
- Jacques Soustelle, Les Aztèques, Paris, Presses Universitaires de France, coll. « Que sais-je ? », 2003, 128 p. (ISBN 2-13-053713-8).
- Jacques Soustelle, La vie quotidienne des Aztèques à la veille de la conquête espagnole, Paris, Hachette, 1955, 318 p. [détail de l’édition].
- Jacques Soustelle, L'Univers des Aztèques, Paris, Hermann, coll. « Savoir », 1979, 169 p. (ISBN 2-7056-5901-3).
- (en) Richard F. Townsend, The Aztecs, Londres, Thames & Hudson, 1993, 224 p. (ISBN 0-500-02113-9).
- G. C. Vaillant, Les aztèques du Mexique : origines, ascension et écroulement de la nation aztèque, Paris, Payot, 1951, 334 p..
- (en) Boone, Elizabeth Hill, Incarnations of the Aztec Supernatural : The Image of Huitzilopochtli in Mexico and Europe, Philadelphia, PA, American Philosophical Society, coll. « Transactions of the American Philosophical Society, vol. 79 part 2 », 1989, 107 p. (ISBN 0-87169-792-0, OCLC 20141678).
- (en) Boone, Elizabeth Hill, Stories in Red and Black : Pictorial Histories of the Aztec and Mixtec, Austin, University of Texas Press, 2000 (ISBN 0-292-70876-9, OCLC 40939882).
- (en) Carrasco, David, Quetzalcoatl and the irony of empire : myths and prophecies in the Aztec tradition, Chicago, IL, University of Chicago Press, 1982, 233 p. (ISBN 0-226-09487-1, OCLC 0226094871).
- (en) Carrasco, David, City of sacrifice : the Aztec empire and the role of violence in civilization, Boston, MA, Beacon Press, 1999, 279 p. (ISBN 0-8070-4642-6, OCLC 41368255).
- (en) Rudolph van Zantwijk, The Aztec Arrangement : The Social History of Pre-Spanish Mexico, Norman, University of Oklahoma Press, 1985, 345 p. (ISBN 0-8061-1677-3, OCLC 11261299)
- Graulich, Michel (1997) Myths of Ancient Mexico. Translated by Bernard R. Ortiz de Montellano and Thelma Ortiz de Montellano. University of Oklahoma Press, Norman.  (ISBN 0-8061-2910-7).
- Karl Taube, Mythes aztèques et mayas [« Aztec and Maya Myths »], Éditions du Seuil, 1995 (1re éd. 1993)
- Carrasco, Pedro (1999) The Tenochca Empire of Ancient Mexico: The Triple Alliance of Tenochtitlan, Tetzcoco, and Tlacopan. University of Oklahoma Press.  (ISBN 0-8061-3144-6).
- Chimalpahin Quauhtlehuanitzin, Domingo de San Antón Muñón (Arthur J.O. Anderson and Susan Schroeder (eds. and trans.), Susan Schroeder (general ed.), Wayne Ruwet (manuscript ed.)), Codex Chimalpahin, vol. 1 : society and politics in Mexico Tenochtitlan, Tlatelolco, Texcoco, Culhuacan, and other Nahua altepetl in central Mexico; the Nahuatl and Spanish annals and accounts collected and recorded by don Domingo de San Antón Muñón Chimalpahin Quauhtlehuanitzin, Norman, University of Oklahoma Press, coll. « Civilization of the American Indian series, no. 225 », 1997 (1re éd. 1621), 256 p. (ISBN 978-0-8061-2921-1, OCLC 36017075, lire en ligne).
- Chimalpahin Quauhtlehuanitzin, Domingo de San Antón Muñón (Arthur J.O. Anderson and Susan Schroeder (eds. and trans.), Susan Schroeder (general ed.), Wayne Ruwet (manuscript ed.)), Codex Chimalpahin, vol. 2 : society and politics in Mexico Tenochtitlan, Tlatelolco, Texcoco, Culhuacan, and other Nahua altepetl in central Mexico; the Nahuatl and Spanish annals and accounts collected and recorded by don Domingo de San Antón Muñón Chimalpahin Quauhtlehuanitzin (continued), Norman, University of Oklahoma Press, coll. « Civilization of the American Indian series, no. 226 », 1997 (1re éd. 1621), 256 p. (ISBN 978-0-8061-2950-1, OCLC 36017075, lire en ligne).
- (en) Clendinnen, Inga, Aztecs : An Interpretation, Cambridge and New York, Cambridge University Press, 1991, 398 p. (ISBN 0-521-40093-7, OCLC 22451031).
- Davies, Nigel, The Aztecs : A History, Londres, Macmillan, 1973 (ISBN 0-333-12404-9, OCLC 805418).
- Díaz del Castillo, Bernal (J. M. Cohen (trans.)), The Conquest of New Spain, Harmondsworth, England, Penguin Books, coll. « Penguin Classics », 1963, 6e éd. (1re éd. 1632) (ISBN 0-14-044123-9, OCLC 162351797).
- Durán, Diego (Translated and edited by Fernando Horcasitas and Doris Heyden, with a Foreword by Miguel León-Portilla), Book of the Gods and Rites and The Ancient Calendar, Norman, University of Oklahoma Press, coll. « Civilization of the American Indian series, no. 102 », 1971 (ISBN 0-8061-0889-4, OCLC 149976).
- Durán, Diego (Doris Heyden (trans., annot., and introd.)), The History of the Indies of New Spain, Norman, University of Oklahoma Press, coll. « Civilization of the American Indian series, no. 210 », 1994 (ISBN 0-8061-2649-3, OCLC 29565779).
- (en) Gillespie, Susan D., The Aztec kings : the construction of rulership in Mexica history, Tucson, University of Arizona Press, 1989 (ISBN 0-8165-1095-4, OCLC 19353576).
- Gillespie, Susan D., Native Traditions in the Postconquest World, A Symposium at Dumbarton Oaks 2nd through 4th October 1992, Washington D.C., Dumbarton Oaks Research Library and Collection, 1998, 233–263 p. (ISBN 0-88402-239-0, OCLC 34354931), « The Aztec Triple Alliance: A Postconquest Tradition ».
- Gruzinski, Serge (1992). The Aztecs: The Rise and Fall of an Empire. New York: Harry N. Abrams.  (ISBN 0-8109-2821-3).
- Hassig, Ross, Trade, Tribute, and Transportation : The Sixteenth-Century Political Economy of the Valley of Mexico, Norman, University of Oklahoma Press, coll. « Civilization of the American Indian series, no. 171 », 1985 (ISBN 0-8061-1911-X, OCLC 11469622).
- (en) Hassig, Ross, Aztec Warfare : Imperial Expansion and Political Control, Norman, University of Oklahoma Press, coll. « Civilization of the American Indian series, no. 188 », 1988, 404 p. (ISBN 0-8061-2121-1, OCLC 17106411).
- (en) Hassig, Ross, War and Society in Ancient Mesoamerica, Berkeley, University of California Press, 1992, 337 p. (ISBN 0-520-07734-2, OCLC 25007991).
- (en) Hassig, Ross, Time, History, and Belief in Aztec and Colonial Mexico, Austin, University of Texas Press, 2001, 220 p. (ISBN 0-292-73139-6, OCLC 44167649).
- Terrence Kaufman, « The history of the Nawa language group from the earliest times to the sixteenth century: some initial results », Project for the Documentation of the Languages of Mesoamerica,‎ 2001 (lire en ligne).
- (es) Miguel León-Portilla, « Los aztecas. Disquisiciones sobre un gentilicio », Estudios de Cultura Náhuatl, no 31,‎ 2000, p. 275-281 (lire en ligne).
- (en) Miguel León-Portilla (Ángel María Garibay (Nahuatl-Spanish trans.), Lysander Kemp (Spanish-English trans.), Alberto Beltrán (illus.)), The Broken Spears : The Aztec Account of the Conquest of Mexico, Boston, Beacon Press, 1992 (1re éd. 1959), 196 p. (ISBN 0-8070-5501-8).
- Miguel León-Portilla (Jack Emory Davis (trans.)), Aztec Thought and Culture: A Study of the Ancient Náhuatl Mind, Norman, University of Oklahoma Press, coll. « Civilization of the American Indian series, no. 67 », 1963 (ISBN 0-8061-2295-1, OCLC 23373512).
- Miguel León-Portilla (Mauricio J. Mixco (trans.)), Bernardino de Sahagun, First Anthropologist, Norman, University of Oklahoma Press, 2002 (ISBN 0-8061-3364-3, OCLC 47990042).
- Lockhart, James, Nahuas and Spaniards : Postconquest Mexican History and Philology, Stanford and Los Angeles, CA, Stanford University Press and UCLA Latin American Center Publications, coll. « UCLA Latin American studies vol. 76, Nahuatl studies series no. 3 », 1991, 304 p. (ISBN 0-8047-1953-5, OCLC 23286637).
- (en) Lockhart, James, The Nahuas After the Conquest : A Social and Cultural History of the Indians of Central Mexico, Sixteenth Through Eighteenth Centuries, Stanford, CA, Stanford University Press, 1992, 650 p. (ISBN 0-8047-1927-6, OCLC 24283718).
- (en) Lockhart, James (dir. et trad.), We People Here : Nahuatl Accounts of the Conquest of Mexico, Berkeley, University of California Press, coll. « Repertorium Columbianum, vol. 1 », 1993, 335 p. (ISBN 0-520-07875-6, OCLC 24703159).
- López Austin, Alfredo (translated by Bernard R. Ortiz de Montellano and Thelma Ortiz de Montellano), Tamoanchan, Tlalocan : Places of Mist, Niwot, University Press of Colorado, coll. « Mesoamerican Worlds series », 1997 (ISBN 0-87081-445-1, OCLC 36178551).
- López Luján, Leonardo (2005) The Offerings of the Templo Mayor of Tenochtitlan. Revised ed. Translated by Bernard R. Ortiz de Montellano and Thelma Ortiz de Montellano. University of New Mexico Press, Albuquerque.  (ISBN 0-8263-2958-6).
- Matos Moctezuma, Eduardo (Doris Heyden (trans.)), The Great Temple of the Aztecs : Treasures of Tenochtitlan, New York, Thames & Hudson, coll. « New Aspects of Antiquity series », 1988 (ISBN 0-500-39024-X, OCLC 17968786).
- Matos Moctezuma, Eduardo (1988) The Great Temple of the Aztecs. Thames and Hudson, New York.  (ISBN 0-500-39024-X).
- (en) Miller, Mary et Karl Taube, The gods and symbols of ancient Mexico and the Maya : an illustrated dictionary of Mesoamerican religion, Londres, Thames & Hudson, 1993, 216 p. (ISBN 0-500-05068-6, OCLC 27667317).
- (en) Ortiz de Montellano, Bernard R., « Counting Skulls: Comment on the Aztec Cannibalism Theory of Harner-Harris », American Anthropologist, Arlington, VA, American Anthropological Association, vol. 85, no 2,‎ juin 1983, p. 403–406 (ISSN 0002-7294, OCLC 1479294, DOI 10.1525/aa.1983.85.2.02a00130).
- (en) Ortiz de Montellano, Bernard R., Aztec Medicine, Health, and Nutrition, New Brunswick, NJ, Rutgers University Press, 1990, 308 p. (ISBN 0-8135-1562-9, OCLC 20798977).
- Prescott, William H., History of the Conquest of Mexico, with a Preliminary View of Ancient Mexican Civilization, and the Life of the Conqueror, Hernando Cortes, New York, Harper and Brothers, 1843, online reproduction, Electronic Text Center, University of Virginia Library (OCLC 2458166, lire en ligne).
- Restall, Matthew, Seven Myths of the Spanish Conquest, Oxford and New York, Oxford University Press, 2004 (ISBN 0-19-517611-1, OCLC 56695639).
- Ruiz de Alarcón, Hernando (translated & edited by J. Richard Andrews and Ross Hassig), Treatise on the Heathen Superstitions and Customs That Today Live Among the Indians Native to This New Spain, 1629, Norman, University of Oklahoma Press, coll. « Civilization of the American Indian series, no. 164 », 1984 (ISBN 0-8061-1832-6, OCLC 10046127).
- Sahagún, Bernardino de, Florentine Codex: General History of the Things of New Spain, 13 vols. in 12, Santa Fe, NM and Salt Lake City, School of American Research and the University of Utah Press, coll. « vols. I-XII », 1950–82 (1re éd. 1540–85) (ISBN 978-0-87480-082-1 et 0-87480-082-X, OCLC 276351)traduction de Historia General de las Cosas de la Nueva España par Charles E. Dibble et Arthur J. O. Anderson (dir., trad., notes and illustr.).
- Sahagún, Bernardino de (Thelma D. Sullivan (English trans. and paleography of Nahuatl text), with H.B. Nicholson, Arthur J.O. Anderson, Charles E. Dibble, Eloise Quiñones Keber, and Wayne Ruwet (completion, revisions, and ed.)), Primeros Memoriales, Norman, University of Oklahoma Press, coll. « Civilization of the American Indians series vol. 200, part 2 », 1997 (1re éd. 1558–61), 334 p. (ISBN 978-0-8061-2909-9, OCLC 35848992, lire en ligne).
- (en) Schroeder, Susan, Chimalpahin and the Kingdoms of Chalco, Tucson, University of Arizona Press, 1991, 264 p. (ISBN 0-8165-1182-9, OCLC 21976206).
- Smith, Michael E., « The Aztlan Migrations of Nahuatl Chronicles: Myth or History? », Ethnohistory, Columbus, OH, American Society for Ethnohistory, vol. 31, no 3,‎ 1984, p. 153–186 (ISSN 0014-1801, OCLC 145142543, DOI 10.2307/482619, lire en ligne).
- (en) Smith, Michael E., The Aztecs, Malden, MA, Blackwell Publishing, 1997, 367 p. (ISBN 0-631-23015-7, OCLC 48579073).
- Smith, Michael E., « City Size in Late Post-Classic Mesoamerica », Journal of Urban History, Beverley Hills, CA, SAGE Publications, vol. 31, no 4,‎ mai 2005, p. 403–434 (ISSN 0096-1442, OCLC 1798556, lire en ligne).
- Smith, Michael E., « The Archaeological Study of Empires and Imperialism in Pre-Hispanic Central Mexico », Journal of Anthropological Archaeology, vol. 20,‎ 2001, p. 245–284.
- Michael E. Smith, « Life in the Provinces of the Aztec Empire », Scientific American,‎ 2005 (lire en ligne).
- (en) Soustelle, Jacques (Patrick O’Brian (Trans.)), Daily Life of the Aztecs : On the Eve of the Spanish Conquest, Londres, Phoenix Press, 1961, 319 p., poche (ISBN 978-1-84212-508-3, OCLC 50217224)
- Townsend, Richard F., The Aztecs, Londres, Thames & Hudson, 2000, 2e éd. (ISBN 0-500-28132-7, OCLC 43337963)
- Jean-Paul Duviols, Les peintures de la voix : Le monde aztèque en images, Paris/Paris, Chandeigne, 11 octobre 2018, 304 p. (ISBN 978-2-36732-172-1)

#### Art aztèque
- Nigel Cawthorne (trad. de l'anglais par Daniel Alibert-Kouraguine), L’art des Aztèques, Paris, Solar, 1999, 96 p. (ISBN 2-263-02860-9).
- (en) Esther Pasztory, Aztec Art, New York, Harry N. Abrams, Inc., 1983.

#### Littérature aztèque
- La Légende des soleils. Mythes Aztèques des origines, traduit du nahuatl par Jean Rose, suivi de l'Histoire du Mexique d'André Thévet, mis en français moderne par Jean Rose, Anacharsis éditions, Toulouse, 2007.
- Miguel León-Portilla, Anthologie Nahuatl : Témoignages littéraires du Mexique indigène, L'Harmattan, coll. « UNESCO », 1997.
- Eric Roulet, Jacqueline de Durand-Forest et Daniele Dehouve, Parlons Nahuatl. La langue des aztèques, L'Harmattan, coll. « Parlons », 2000.
- Michel Launay, Introduction à la langue et à la littérature aztèques. tome 1 : grammaire, L'Harmattan, coll. « Parlons », 1995.
- Michel Launay, Introduction à la langue et à la littérature aztèques. tome 2 : littérature, L'Harmattan, coll. « Parlons », 1995.

#### Religion aztèque
- (en) David Carrasco, City of Sacrifice. The Aztec empire and the Role of Violence in Civilization, Boston, Beacon Press, 1999.
- Alfonso Caso, Le Peuple du soleil : La Religion aztèque, Guy Trédaniel, 1995.
- Michel Graulich, Le sacrifice humain chez les Aztèques, Paris, Fayard, 2005, 415 p. [détail de l’édition]
- Michel Graulich, Mythes et rituels du Mexique ancien préhispanique, Bruxelles, Académie Royale des Lettres, 1987.

#### Anthropologie aztèque
- Miguel León-Portilla, La Pensée aztèque, Seuil, coll. « Recherches anthropologiques », 1985.
- Alfredo López Austin, Hombre-dios. Religión y política en el mundo nahuatl., Instituto de Investigaciones Históricas-Universidad Nacional Autónoma de México, coll. « Serie de Cultura Nahuatl, monografía 15 », 1973.

#### Autres monographies
- (en) Eduardo Matos Moctezuma, The Great Temple of the Aztecs. Treasures of Tenochtitlan, Londres, Thames & Hudson, 1994.
- Michel Graulich, Montezuma, Paris, Fayard, 1994.

## I

### CivilisationInca

#### Ouvrages généraux
- Carmen Bernand, Viracocha, le père du Soleil inca, Larousse, 2008
- Hiram Bingham, La fabuleuse découverte de la cité perdue des Incas, Pygmalion, 2008
- Henri Favre, Les Incas, PUF, 1975
- Rafael Karsten, La civilisation de l'empire Inca, Payot, 1993
- Alfred Métraux, Les Incas, Seuil, 1962
- Franklin Pease, Histoire des Incas, Ed. Wamani, 1995
- William H. Prescott, Histoire de la conquête du Pérou: La fin tragique de l'empire Inca, Éditions de Crémille, 1972
- William F. Sullivan, Le secret des Incas un peuple en guerre contre le temps, Ed. du Rocher, 2000
- Gary Urton, Mythes Incas, Seuil, 2004
- Inca Garcilaso de la Vega, Commentaires royaux sur le Pérou des Incas, La Découverte, 2000
- Nathan Wachtel, La vision des vaincus: les Indiens du Pérou devant la conquête espagnole, 1530-1570, Gallimard, 1971
- Simone Waisbard, Machu Picchu cité perdue des Incas, Robert Laffont, 1974
- Collectif, Royaumes préincaïques et le monde Inca, Edisud, 1994
- Collectif, L'Amérique du Sud: des chasseurs-cueilleurs à l'Empire Inca, Archaeopress, 1999

#### Art inca et pré-inca
- Henri Stierlin, L'art Inca et ses origines: de Valdivia à Machu Picchu, Office du Livre, 1983
- Collectif, Pérou : L'art de Chavin aux Incas, Association Paris-Musées, 2006

## M

### Mayas
Ouvrages généraux
- Michael D. Coe, The Maya, Penguin Books, 1977
- Claude-François Baudez et Sydney Picasso, Les Cités perdues des Mayas, Paris, Gallimard, coll. « Découvertes Gallimard / Archéologie » (no 20), 1987, 176 p. (ISBN 978-2-0705-3035-9)
- (es) Linda Schele & David Freidel, Una selva de reyes. La asombrosa historia de los antiguos mayas, Fondo de Cultura Económica, 1999 (éd. orig. en anglais 1990), 598 p. (ISBN 978-968-16-5385-9 et 968-16-5385-8).
- Nikolai Grube (Ed.), Les Mayas. Art et civilisation, Könemann, Cologne, 2000.
- Claude-François Baudez, Les Mayas, Les Belles Lettres, Paris, 2004.
- Robert J. Sharer with Loa P. Traxler, The Ancient Maya (6e édition), Stanford University Press, Stanford, California, USA, 2006.
- Arthur Demarest, Les Mayas, Tallandier, Paris, 2007.
- J. Eric S. Thompson (trad. René Jouan), Grandeur et décadence de la civilisation maya [« The Rise and Fall of Maya Civilization »], Payot et Rivages, 1993 (éd. orig. en anglais 1958), 308 p. (ISBN 978-2-228-88651-2 et 2-228-88651-3)

Art maya
- Claude-François Baudez & Pierre Becquelin, Les mayas, Éditions Gallimard, L'Univers des Formes, Paris, 1984.

Écriture maya
- Michael D. Coe, Breaking the Maya Code, Thames & Hudson, Londres, 1992.
- Michael D. Coe, L'art maya et sa calligraphie, Éditions de la martinière, 1997.
- Michael D. Coe & Mark Van Stone, Reading the Maya Glyphs, Thames & Hudson, Londres, 2001.

Histoire maya
- T. Patrick Culbert (Ed.), Classic Maya Political history. Hieroglyphic and Archeological Evidence, Cambridge University Press, 1996.
- David Webster, The Fall of the Ancient Maya, Thames & Hudson, Londres, 2002.
- Simon Martin & Nikolai Grube, Chronicle of the Maya Kings and Queens, (2e édition), Thames & Hudson, Londres, 2008.
- Chloé Andrieu, Les Mayas n'ont pas disparu, Allary Éditions, 2025, 240 p. (ISBN 978-2-37073-539-3)

Monographies
- William L. Fash, Scribes, Warriors and kings. The City of Copán and the Ancient Maya, Thames & Hudson, Londres, 1993.
- Peter D. Harrison, The lords of Tikal, Rulers of an Ancient Maya City, Thames & Hudson Londres, 1999.
- E. Wyllys Andrews & William L. Fash (Ed.), Copán. The history of an ancient Maya Kingdom, School of American Research Press, Santa Fe, 2005.
- (en) Carolyn E. Tate, Yaxchilan. The Design of a Maya Ceremonial city, Austin, University of Texas Press, 1992

Religion maya
- Claude-François Baudez, Une histoire de la religion des Mayas, Albin Michel, Paris, 2002.
- Nicolas Balutet, Le jeu sacré maya, Éditions Le Manuscrit, Paris, 2006.

### Mésoamérique
Ouvrages généraux
- Éric Taladoire et Brigitte Faugère-Kalfon, Archéologie et arts précolombiens: la Mésoamérique, RMN, La documentation française, 1995, réédition de la RMN-GP, Paris, 2019.
- (es) Alfredo López Austin et Leonardo López Luján, El pasado indígena, Fondo de Cultura Económica, El Colegio de México, coll. « Fideicomiso Historia de las Américas / Historia », 1996 (réimpr. 2001), 332 p. (ISBN 978-968-16-6434-3).
- Christian Duverger, La Méso-Amérique, Flammarion, 1999,  (ISBN 2080122533), 478 p.
- (es) Christian Duverger, El primer mestizaje : la clave para entender el pasado mesoamericano, Taurus, 2007, 740 p. (ISBN 978-970-770-856-3 et 970-770-856-5).
- (en) David Carrasco (Ed.), The Oxford Encycopedia of Mesoamerican Cultures (3 volumes), Oxford University Press, Oxford & New York, 2001.
- Christine Niederberger, La Méso-Amérique: genèse et premiers développements, In Histoire de l'Humanité 2, Unesco, Paris, 2001.
- (en) Michael D. Coe & Rex Koontz, Mexico from the Olmecs to the Aztecs (5e édition), Thames & Hudson, Londres, 2002.
- (en) Susan Toby Evans, Ancient Mexico and Central America. Archeology and Culture history (2e édition), Thames & Hudson, Londres, 2008.

Art mésoaméricain
- Mary Ellen Miller, L'art précolombien. La Mésoamérique, Thames & Hudson, Londres, 1967
- José Alcina Franch, L'art précolombien, Citadelles & Mazenod, Paris, 1996 (Une partie de l'ouvrage est consacrée à l'art mésoaméricain)
- Michel Graulich, L'art précolombien, Paris, Flammarion, 1992

Religions mésoaméricaines
- (en) David Carrasco, Religions of Mesoamerica. Cosmovision and Ceremonial Centers, Waveland Press, Inc., Long Grove, Illinois, 1990.
- (en) Mary Miller & Karl Taube, The Gods and Symbols of Ancient Mexico and the Maya. An Illustrated Dictionary of Mesoamerican Religion, Thames & Hudson, Londres, 1993.
- Karl Taube, Mythes aztèques et mayas, Éditions du Seuil, points Sagesse, Paris, 1995.

## O

### Olmèques
- Caterina Magni, Les Olmèques des origines au mythe, Seuil, Paris, 2003
- Richard A. Diehl, The olmecs. America's First Civilization, Thames & Hudson, Londres, 2004
- John E. Clark & Mary E. Pye (Ed.), Olmec Art and Archeology in Mesoamerica, Yale University Press, New Haven & Londres, 2006

## T

### Tehuelches
- René Verneau, Les anciens Patagons : contribution à l'étude des races précolombiennes de l'Amérique du Sud, Imprimeries de Monaco, 1903
- Valérie Schidlowsky, Les premiers chasseurs maritimes et les chasseurs terrestres de Patagonie australe, Archaeopress, 2001

### Teotihuacan
- Eduardo Matos Moctezuma, Teotihuacan. La cité des dieux, CNRS Éditions, Paris, 1993
- Kathleen Berrin & Esther Pasztory, Teotihuacan, Art from the City of the gods, Thames & Hudson, Londres, 1993

### Toltèques
- Richard A. Diehl, Tula. The Toltec Capital of Ancient Mexico, Thames & Hudson, Londres, 1983

## Z

### Zapotèques
- Joyce Marcus & Kent V. Flannery, Zapotec Civilization, Thames & Hudson, Londres, 1996